# عبد العزيز البلوشي (لاعب كرة قدم إماراتي)
عبد العزيز محمد البلوشي (مواليد 3 مارس 2002) لاعب كرة قدم إماراتي يجيد اللعب كلاعب وسط مع نادي الوحدة الإماراتي .

## مسيرة اللاعب
لعب في نادي شباب الأهلي ونادي الوحدة.